# 拉蒙·米勒
拉蒙·米勒（英語：Ramon Miller，1987年2月17日—），巴哈马男子田径运动员，主攻短跑。他曾代表巴哈马参加2008年和2012年夏季奥林匹克运动会田径比赛，获得一枚金牌和一枚银牌。